# Valentine Dumont
Valentine Dumont (2 juli  2000) is een Belgisch voormalige zwemster. Haar specialiteiten waren de vrije slag en de vlinderslag. Sinds 2017 is ze Belgisch recordhoudster op de 200m vrije slag en 200m vlinderslag.  
Haar zus Sarah en haar nicht Juliette Dumont zijn eveneens Belgische competitiezwemsters. 
In 2017 won Dumont vier medailles op het EK voor junioren in Netanya (Israël). Ze behaalde zilver op de 200m vrije slag en brons op de 200m vlinderslag. Daarnaast pakte ze samen met het estefetteteam brons op de 4x100 m vrije slag en zilver op de 4x200m vrije slag.
Op haar eerste Olympische Zomerspelen in 2024 in Parijs werd Dumont op de 400 meter vrije slag met een twaalfde tijd in de reeksen uitgeschakeld. Op de 200 meter vrije slag strandde ze met een dertiende plaats in de halve finales. Twee dagen na haar halve finale kondigde ze aan te stoppen met zwemmen om zich volledig te kunnen focussen op haar studies geneeskunde.

## Belangrijkste prestaties
| Jaar | Olympische Spelen                         | WK langebaan                                                                        | WK kortebaan                                                | EK langebaan                                                                    | EK kortebaan                                                                    |
| ---- | ----------------------------------------- | ----------------------------------------------------------------------------------- | ----------------------------------------------------------- | ------------------------------------------------------------------------------- | ------------------------------------------------------------------------------- |
| 2016 | geen deelname                             |                                                                                     | geen deelname                                               | 54 100m vrije slag 7e 4x200m vrije slag                                         | geen deelname                                                                   |
| 2017 |                                           | geen deelname                                                                       |                                                             |                                                                                 | 6e 200m vrije slag 13e 400m vrije slag 11e 800m vrije slag 14e 200m vlinderslag |
| 2018 |                                           |                                                                                     | geen deelname                                               | 9e 200m vrije slag 14e 400m vrije slag 9e 4x200m vrije slag                     | 9e 200m vrije slag 14e 400m vrije slag 9e 4x200m vrije slag                     |
| 2019 |                                           | 27e 100m vrije slag 15e 200m vrije slag 18e 400m vrije slag 24e 200m vlinderslag    |                                                             |                                                                                 | 11e 100m vrije slag 9e 200m vrije slag 11e 400m vrije slag                      |
| 2020 | Geen toernooien vanwege de coronapandemie | Geen toernooien vanwege de coronapandemie                                           | Geen toernooien vanwege de coronapandemie                   | Geen toernooien vanwege de coronapandemie                                       | Geen toernooien vanwege de coronapandemie                                       |
| 2021 | geen deelname                             |                                                                                     | 18e 200m vrije slag 20e 400m vrije slag 16e 800m vrije slag | 23e 100m vrije slag 7e 200m vrije slag 22e 400m vrije slag 7e 4x200m vrije slag | geen deelname                                                                   |
| 2022 |                                           | 20e 100m vrije slag 17e 200m vrije slag 20e 400m vrije slag                         | 21e 100m vrije slag 13e 200m vrije slag 12e 400m vrije slag | 10e 100m vrije slag 9e 200m vrije slag 7e 400m vrije slag                       |                                                                                 |
| 2023 |                                           | 13e 200m vrije slag 15e 400m vrije slag 17e 4x200m vrije slag 15e 4x100m wisselslag |                                                             |                                                                                 | 19e 100m vrije slag · 8e 200m vrije slag · 400m vrije slag                      |
| 2024 | 13e 200m vrije slag 12e 400m vrije slag   | 13e 400m vrije slag                                                                 |                                                             | geen deelname                                                                   |                                                                                 |

## Persoonlijke records
(Per 7 juli 2024)

### Langebaan
| afstand          | tijd            | datum        | plaats  |
| ---------------- | --------------- | ------------ | ------- |
| 100 m vrije slag | 54,73 s         | 24 juni 2023 | Rome    |
| 200 m vrije slag | 1.57,19 (NR)    | 23 juni 2023 | Rome    |
| 400 m vrije slag | 4.06,27 (NR)    | 25 juni 2023 | Rome    |
| 200m vlinderslag | 2.10,78 (ex-NR) | 26 juni 2017 | Netanya |

### Kortebaan
| afstand           | tijd         | datum            | plaats    |
| ----------------- | ------------ | ---------------- | --------- |
| 100 m vrije slag  | 53,36 s (NR) | 5 december 2019  | Glasgow   |
| 200 m vrije slag  | 1.54,82 (NR) | 20 december 2023 | Barcelona |
| 400 m vrije slag  | 4.00,05 (NR) | 9 november 2020  | Boedapest |
| 200 m vlinderslag | 2.07,96 (NR) | 21 november 2021 | Eindhoven |